# Захисник (фільм, 2021)
Захисник — американський екшн-трилер 2021 року. Режисер Роберт Лоренц; сценаристи Роберт Лоренц і Кріс Чарльз. Продюсери Таі Дункан й Ерік Голд. Світова прем'єра відбулася 15 січня 2021 року. Прем'єра в Україні — 11 лютого 2021-го.

## Зміст
Джим — у минулому професійний снайпер. Зараз у нього тихе та мирне життя в Арізоні. Однак, випадково заступившись за беззахисного хлопчика, він опиняється втягнутий в жорстоку гру владного наркокартеля. Джиму доведеться згадати всі свої бойові здібності, щоб зберегти власне життя.

## Знімались
- Кетрін Винник — Сара
- Ліам Нісон — Джим
- Тереза Руїс — Роза
- Хуан Пабло Раба — Маурісіо
- Джейкоб Перес — Мігель
- Геррі Мальдонадо — тінейджер
- Альфредо Кірос — Карлос
- Шон Розалес — Ернандо
- Хосе Васкес — Ісідро
- Антоніо Лейба — Ріго
- Кларк Санчес — мігрант
- Алекс Найт — працівник банку
- Ділан Кенін — Ренделл
- Люк Рейнс — Еверетт
- Енн Баррет Річардс — барменка Клара
- Девід Делао — Койот
- Еліас Галлегос — агент
- Єдель Кілес — Хорхе
- Ембер Мідфандер
- Томмі Лафітт